# Apodothina
Apodothina — рід грибів. Назва вперше опублікована 1970 року.

## Класифікація
До роду Apodothina відносять 1 вид:
- Apodothina pringlei